# Conrad Wallem
Conrad Wallem, né le 9 juin 2000 à Tønsberg en Norvège, est un footballeur norvégien, qui évolue au poste d'ailier droit au St. Louis City SC, en prêt du Slavia Prague.

## Biographie

### En club
Né à Tønsberg en Norvège, Conrad Wallem est formé par le club local du FK Tønsberg, avant de jouer pour l'Arendal Fotball (en), qu'il rejoint en 2018. Il joue son premier match pour le club le 18 août 2018, lors d'une rencontre de championnat face au SK Vard Haugesund. Il entre en jeu et son équipe l'emporte par deux buts à zéro.
Le 24 novembre 2020, est annoncé le transfert de Conrad Wallem à l'Odds BK, qu'il rejoint officiellement au 1er janvier 2021. Il découvre avec ce club l'Eliteserien, l'élite du football norvégien. Il joue son premier match dans cette compétition le 19 mai 2021 face au Stabæk Fotball. Il entre en jeu à la place de Markus André Kaasa et les deux équipes se neutralisent (2-2 score final). Le 3 octobre 2021, Wallem inscrit son premier but pour l'Odds BK, lors d'une rencontre de championnat face au Molde FK. Il est l'unique buteur de son équipe, qui s'incline par trois buts à un ce jour-là.
Le 11 janvier 2022, Conrad Wallem prolonge son contrat avec l'Odds BK jusqu'en décembre 2024.
Le 24 mai 2023, Wallem réalise le premier doublé de sa carrière, lors d'une rencontre de coupe de Norvège face au Urædd. Titulaire, il participe à la victoire de son équipe par sept buts à un.
Le 5 juillet 2023, Conrad Wallem s'engage en faveur du Slavia Prague. Il signe un contrat de quatre ans, soit jusqu'en juin 2027.
Wallem se fait remarquer dès son premier match en marquant un but, le 10 août 2023, face au SK Dnipro-1, lors d'une rencontre qualificative pour la phase de groupe de la Ligue Europa 2023-2024. Entré en jeu à la place de Václav Jurečka, il participe à la victoire de son équipe par trois buts à zéro.
Le 17 janvier 2025, le St. Louis City SC annonce le recrutement de Conrad Wallem sous la forme d'un prêt d'une saison, soit jusqu'en décembre 2025. Le club dispose d'une option d'achat sur le joueur.

### En sélection
Conrad Wallem représente l'équipe de Norvège des moins de 19 ans à deux reprises en 2019.